# Konk (dessinateur)
Pour les articles homonymes, voir Konk, Laurent Fabre et Fabre.
Laurent Fabre,, dit Konk, est un dessinateur de presse français, né le 6 mai 1944 à Rennes. Il publie d'abord dans la presse de gauche mais adopte ensuite des idées négationnistes et travaille pour la presse d'extrême droite.

## Biographie
Abandonné à sa naissance, il est confié à l'Assistance publique avant d'être adopté à l'âge de dix ans.
Il commence par faire paraître ses dessins dans Le Monde (1969-1973, 1975-1982), puis Le Matin (1982-1984) et L'Événement du jeudi (1984-1987). Il quitte Le Monde en 1982. La lecture des écrits de Robert Faurisson le rallie aux thèses négationnistes. Il inclut alors dans son album Aux voleurs (Albin Michel, 1986) une double page censée révéler, par le biais d'une photographie de bâtiments mal identifiables, l'existence d'anciens camps d'extermination français en Algérie, pour annoncer en fin de double page qu'il a mystifié le lecteur. Il ajoute que nombre de témoignages de guerre ne sont selon lui pas plus plausibles que le sien.
Il est alors progressivement écarté d'une bonne partie de la presse, bien que Jean-François Kahn, à qui il avait proposé les planches incriminées avant parution, le conserve quelques mois à L'Événement du jeudi. À partir de mai 1987, il collabore au Figaro, Valeurs actuelles et Minute. Il est renvoyé du Figaro par Franz-Olivier Giesbert après avoir fait circuler un texte demandant la liberté de parole pour les négationnistes. Il publiera également dans La Grosse Bertha et jusqu'en 1991 dans L'Idiot international. Refusé par la presse de gauche comme de droite, il ne publie plus que dans les journaux d'extrême-droite Minute et National-Hebdo, avec des dessins s'attaquant entre autres à l'immigration, la classe politique et l'État, l'avortement, et l'adoption par les homosexuels.

## Publications
- 1972 : Konk, Éditions ouvrières, coll. « Caliban »
- 1976 : Konk 2, Éditions ouvrières, coll. « Caliban »
- 1977 : Demandez les programmes, Minoustchine
- 1980 : Vive le nucléaire ! : Petite histoire de l'énergie, Albin Michel
- 1984 : Histoire d'amour, Albin Michel, réédité en 1992
- 1985 : Un bon dessin vaut mieux qu'un long discours, no 1
- 1986 : Aux voleurs, Albin Michel
- 1989 : Des sous ! du temps!, Denoël
- 1989 : 1789, Denoël
- 1989 : Konk deuxième recueil, L'Atelier
- 1990 : 1989 Konk, Denoël
- 1992 : Konk fait de la résistance, Bédésup
- 1995 : Konk persiste et signe
- 1997 : Politiquement incorrect, SANH / François Laurent
- 1997 : 52 semaines en dessins, t. 1
- 1998 : 52 semaines en dessins, t. 2
- 2006 : Pour la vie, Le Courrier de la Liberté
- 2006 : La faillite, Le Courrier de la Liberté
- 2006 : Tout le monde il est français, Auda Isarn

Participations :
- 1973 : Comité de sauvegarde des berges de la Seine, Auto défense de Paris, Éditions ouvrières, coll. « Caliban »
- 1975 : Le Monde : Dessins – documents 74-75, avec Bonnaffé, Bernard Chenez et Plantu